# モリス・ジェプソン
モリス・リチャード・ジェプソン（英: Morris Richard Jeppson、1922年6月23日 - 2010年3月30日）はアメリカ合衆国の科学者、軍人。カーソンシティに生まれ、第二次世界大戦中はアメリカ陸軍航空隊少尉。
広島に原爆を落とす際、エノラ・ゲイに技術者として搭乗し、ウィリアム・スターリング・パーソンズと共に、テニアン島から日本への飛行中、原爆の安全解除を担当した。ジェプソンの役割は、投下地点に接近する直前に原爆から安全プラグを抜くことであった。1945年9月、合衆国への貢献が認められ、シルバースターを受章。
1950年代、ジェプソンはカリフォルニア州のローレンス・リバモア国立研究所の科学者として働き、水爆の開発に携わった。後にマイクロ波技術やヘリコプターで使用されるスタビライザーなど幾つかの重要な技術的ブレイクスルーの開発に助力した。
長年にわたって、ジェプソンは自分自身や彼の家族への復仇を恐れて、原爆投下の作戦について公に話すことを拒んだ。1985年からインタビューを通して、自身の合衆国への貢献を進んで話すようになる。原爆投下40周年の際、ジェプソンはインタビューに応じ、作戦中の自身の役割について詳しく語った。

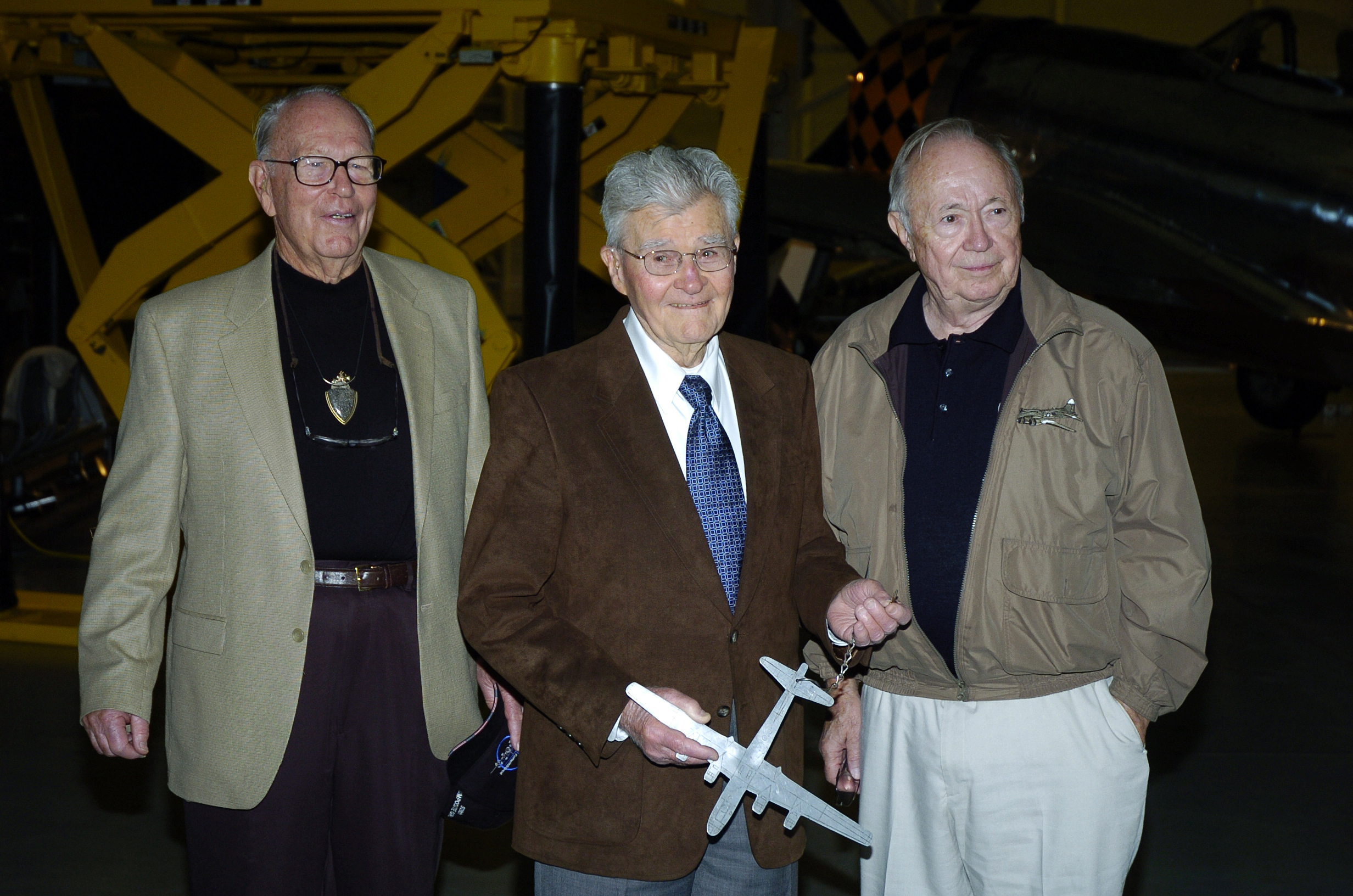
左から:モリス・ジェプソン、ポール・ティベッツ、セオドア・バンカーク。2004年10月23日、国立航空宇宙博物館のスティーブン・F・ウドヴァーヘイジー・センターにて

ミッションの終了後、個人的に所有していた原爆の安全プラグを2002年に競売に掛けるが、アメリカ合衆国政府はプラグが機密扱いの存在であるとして競売を中止させようとした。連邦地方裁判所は政府の訴えを退け、最終的に引退した物理学者Clay Perkinsに16万7000ドル（当時のレートで約2100万円）で売却された。
原爆投下60周年の際、タイムは原爆投下を特集し、ジャプソンとその他のクルーは自らの体験を説明した。この際、原爆投下について、「多くの人々が死んでいるのはわかっていた。喜びはなかった」と語った。
2009年、毎日新聞の取材で、原爆使用の「道義的責任」に言及したオバマ大統領を「間違っている」と批判。また同インタビューで、「原爆は戦争を早期に終結し犠牲を回避するための唯一の選択だった」、「（オバマは）原爆を使用した米国を罪だとしており、あまりにも世間知らず（ナイーブ）な発言だ」、「（米大統領が被爆地を訪問する事になると）とても悪い気分になるだろう」と述べ、原爆投下に対する自身の価値観を語った。
物理学者としての引退後、2人目の妻とラスベガスに居住した。2010年3月20日、ラスベガスでこの世を去る。